# Сергеевка (Северо-Казахстанская область)
Сергеевка (каз. Сергеев) — город, административный центр района Шал акына Северо-Казахстанской области Казахстана. Находящийся на материке Евразия. Административный центр и единственный населённый пункт Сергеевской городской администрации. Код КАТО — 595620100.

## География
Расположен на реке Ишим. Перед Сергеевкой Ишим перекрыт плотиной Сергеевского водохранилища («Целинное море») с ГЭС, обеспечивающей город электроэнергией.
Находится в 72 км к северо-востоку от железнодорожной станции Сулы.

## История
Город Сергеевка основано в 1899 (1900) году 70-летним Сергеем Мисюриным, прибывшим из Самарской губернии с сыном и внуком, в честь которого и получило своё название. К 1903 г. в Сергеевке уже было 417 душ мужского пола. До 1961 года село оставалось небольшим, проживало в нём всего 780 жителей.
В 1961 году правительство Казахской ССР утвердило проектное задание о проведении изыскательских работ по сооружению Сергеевского гидроузла на р. Ишим и водохранилища. Строительство Сергеевского водохранилища стало одной из важнейших строек пятилетки. Уже в первые годы (1963—1964) была введена в действие мощная производственная база: деревоотделочный комбинат, бетонный завод, дробильносортировочные установки, здание автобазы (АТП), ремонтно-механические мастерские, котельная. В 1968 году закончено обустройство водохранилища, а паводком 1969 года оно полностью заполняется и в действие вступает гидростанция на 2200 киловатт.
21 мая 1969 года Президиум Верховного Совета Казахской ССР издал Указ об отнесении с. Сергеевки к категории городов районного подчинения. В это время здесь уже проживало 9780 человек.
На 2004 г. в городе имелись заводы: железобетонный, азотно-кислородный, сухого молока, хлебобулочных изделий, три транспортных, два дорожно-ремонтных предприятия, одна ПМК, гидроузел. Функционировали три средних школы, училище, историко-краеведческий музей, 2 библиотеки, кинотеатр, Дом культуры, спортивный комплекс и стадион, центральная районная и туберкулёзная больницы. Издавалась районная газета «Новатор».

## Школы
В городе Сергеевка есть 3 школы Средняя школа имени Героя соцтруда Е. Шайкина, КГУ Казахская средняя школа района Шал акына, КГУ Школа-гимназия имени академика Евнея Букетова.

## Население
В 1999 году население города составляло 9470 человек (4558 мужчин и 4912 женщин). По данным переписи 2009 года, в городе проживали 7661 человек (3600 мужчин и 4061 женщина).
На начало 2019 года население города составило 7687 человек (3687 мужчин и 4000 женщин).

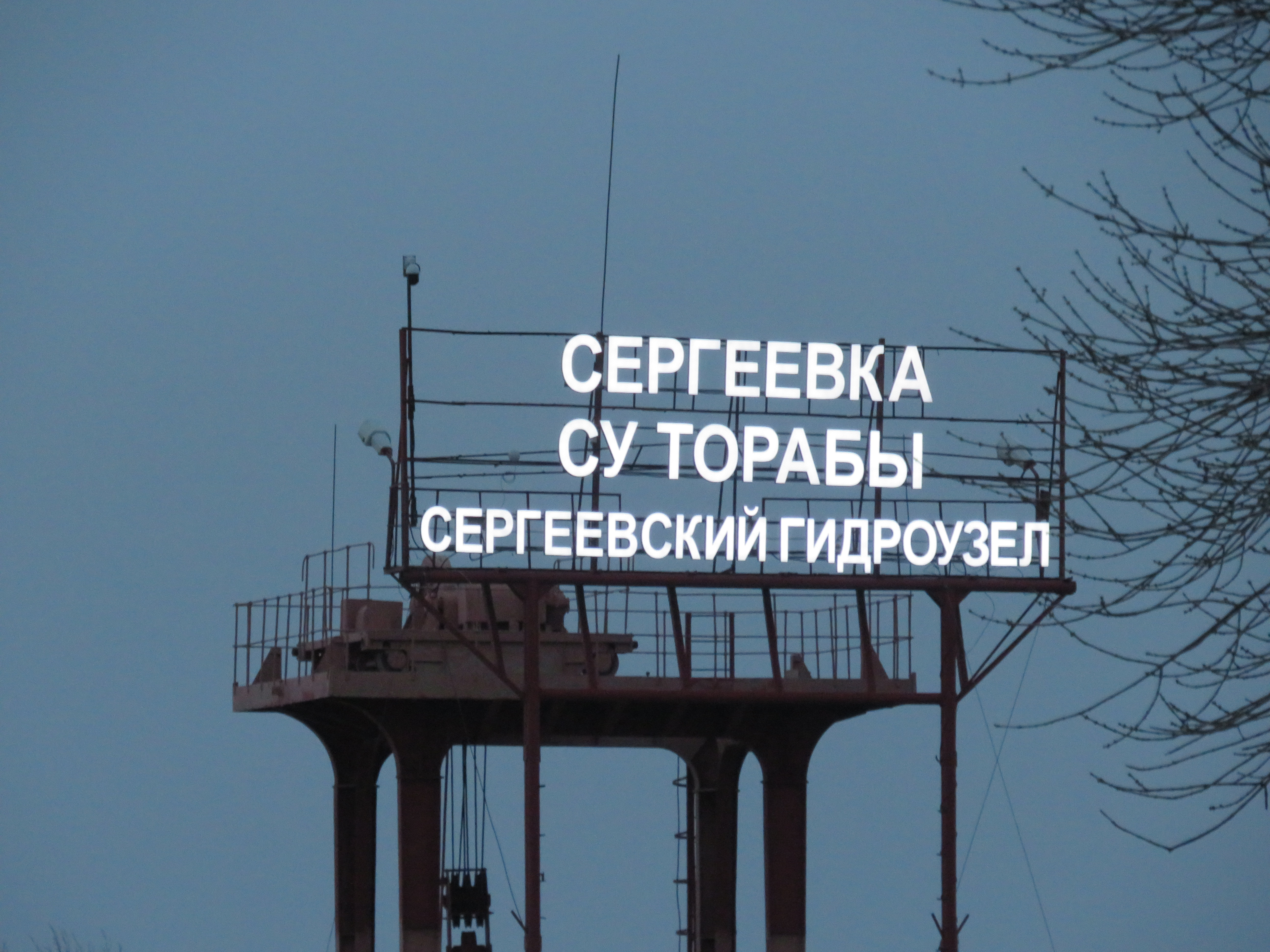
Сергеевский гидроузел
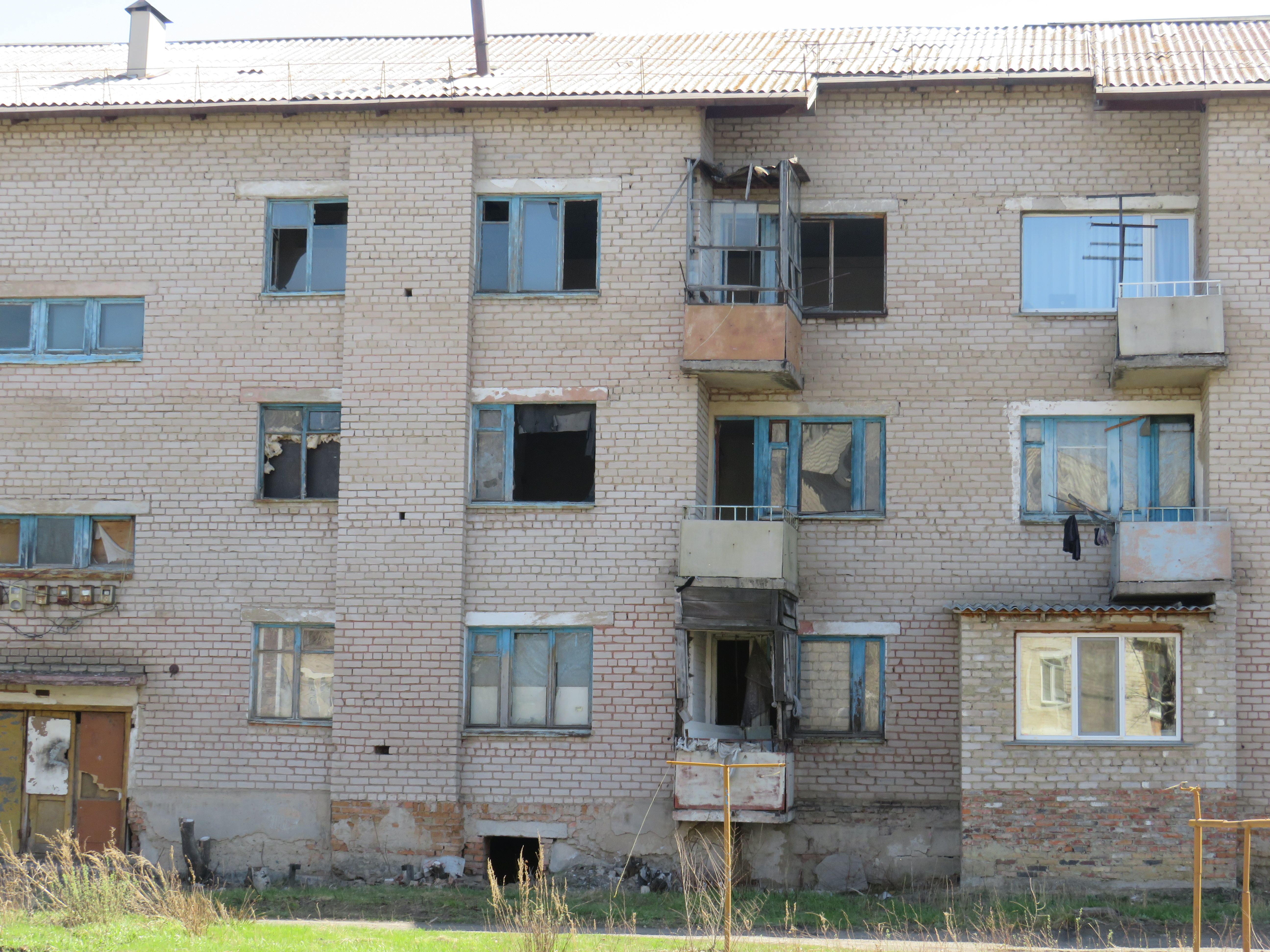
Дом в Сергеевке